# Hemiproto wigleyi
Hemiproto wigleyi är en kräftdjursart som beskrevs av John C. McCain 1968. Hemiproto wigleyi ingår i släktet Hemiproto och familjen Phtisicidae. Inga underarter finns listade i Catalogue of Life.